# Little Memole
Little Memole (japanska: とんがり帽子のメモル) är en japansk animerad tv-serie som sändes åren 1984–1985. Den är producerad av Toei Animation.

## Handling
Serien utspelas på planeten Riruru. Huvudpersonen är en liten utomjordisk flicka vars namn är Little Memole. Hon och hennes vänner möter en flicka vid namn Muriel.